# Derby Queen
『Derby Queen』（ダービークィーン）は、芦原妃名子による日本の少女漫画。
『別冊少女コミック』（小学館）にて1999年2月号から2000年2月号まで連載された。『デラックス別冊少女コミック』2000年4月5日号には、緋芽の両親の出逢いを描いた番外編「Special Day」が掲載された。単行本は全3巻、番外編は第3巻に収録されている。

## あらすじ
ジョッキーだった父をレース中の落馬事故で亡くした大友 緋芽。
10年後、競馬とは無縁の生活を送っていた緋芽だが、偶然、父の落馬の原因となった人物の息子・荒川 仁がダービーに出場することを知る。当日、競馬場に足を運んだ緋芽が見たのは、亡き父の果たせなかった夢“ダービー制覇”を成し遂げた仁の姿だった。父の無念を晴らしたい、仁に勝ちたいという思いから、母の反対を押し切り、入学した高校を中退。難関試験をくぐり抜け、JRAの競馬学校へ入学する。
厳しい訓練が続く中、同じくジョッキーを目指す唯野 良平と支え合い、迷いながらも懸命に励む緋芽。そして、実習で訪れた厩舎で、父の仇と再会する。

## 登場人物

### 競馬学校
大友 緋芽（おおとも ひめ）
高校1年生～。身長149cm、体重40.5kg。
父の死後、競馬とは無縁の生活を送っていたが、父とレース中接触事故を起こした荒川一の息子・仁が史上最年少でダービーを制覇したのを目の当たりにし、父親の敵を取りたいと競馬学校の受験を決意。
入学後は運動神経が良く小柄で体格には恵まれるも、父への思い、荒川親子への思いなどに悩み、精神的に幾度も壁にぶつかる。
唯野 良平（ただの りょうへい）
中学3年生～。
緋芽とはナンパがきっかけで知り合う。出会った当初、私服を着ていたこと、再会した場所が競馬場であったことなどから、緋芽は中学生とは思っていなかった。
中学卒業後、緋芽とともに競馬学校に入学。乗馬センスがあり、同期の中でも1、2を争うほど。しかし、もともと低くはなかった身長が、入学後も伸び続け、厳しい減量に苦しむ。
実は父親の知り合いが競馬フリークで、4歳の頃から競馬場に通っており、騎手になることが夢だった。ちゃらんぽらんなところもあるが、競馬に関してだけは真面目。
木南 比呂（きみなみ ひろ）
競馬学校で、緋芽以外で唯一の女の子。6歳の頃から乗馬クラブに通い、日馬連のライセンスも持っており、経験は豊富。
当初はまったくの素人である緋芽と衝突していたが、和解。友人となる。
神崎 大悟（かんざき だいご）
緋芽と同期生。父親が調教師で、実家は厩舎。成績優秀で努力家。幼い頃からジョッキーを目指してきたが、身長が伸び、減量に苦しむ。

### 大友家
大友 誠（おおとも まこと）
緋芽の父親。明るく前向きな性格で、ダービー制覇を夢見ていた騎手。ダービー出場中、最後の追い込みで荒川一が騎乗する馬と接触し、落馬。帰らぬ人となる。
大友 真白（おおとも ましろ）
緋芽の母親。夫の死後、泣き暮らしており、緋芽の騎手志望にも大反対した。
子供の頃に家族を亡くしており、天涯孤独であった。

### 荒川家
荒川 仁（あらかわ じん）
荒川一の一人息子。天才的な才能を持つ騎手。騎手デビュー3年目に出場したダービーに史上最年少で優勝。荒川厩舎所属。
荒川 一（あらかわ はじめ）
元騎手。レース中、大友誠が騎乗する馬と接触、落馬の原因となった。事故後は騎手を引退し、馬の調教師に転身。荒川厩舎を開く。